# Collin Wilcox
Collin Randall Wilcox (4 de febrero de 1935 – 14 de octubre de 2009) fue una actriz de cine, teatro y televisión estadounidense. A lo largo de su carrera, también apareció en los créditos como Collin Wilcox-Horne o Collin Wilcox-Paxton. Wilcox es conocida sobre todo por su papel en To Kill a Mockingbird (1962), en la que interpretó a Mayella Violet Ewell, cuya padre afirmó falsamente que había sido violada por un hombre negro, lo que desencadena el juicio que constituye el eje central de la película.

## Primeros años
Wilcox nació en Cincinnati, Ohio, y se mudó con su familia a Highlands, Carolina del Norte, cuando era bebé. Su interés por el teatro le vino de sus padres, Jack H. y Virginia Wilcox, que fundaron el Highlands Community Theater (ahora conocido como Highlands Playhouse) en 1939.
Estudió arte dramático en la Universidad de Tennessee.

## Carrera
Wilcox debutó profesionalmente en Chicago como parte del grupo de improvisación The Compass Players, del que formaban parte Mike Nichols, Elaine May y Shelley Berman.
Junto a Richard Basehart, Kevin McCarthy y William Hansen, Wilcox ganó el premio Clarence Derwent por su interpretación en The Day The Money Stopped de Maxwell Anderson y Brendan Gill, que solo se representó durante tres noches en Broadway en 1958. En 1961 protagonizó la obra Look, We've Come Through junto a Burt Reynolds en Broadway. Sustituyó a otra actriz en la reposición de 1963 de Strange Interlude, de Eugene O'Neill, y luego participó en la obra de 1965 The Family Way, ambas en Broadway.
Miembro vitalicio de The Actors Studio, Wilcox es quizás más conocida por su papel en la película de 1962 To Kill a Mockingbird, en la que interpretó a Mayella Violet Ewell, que acusa falsamente a Tom Robinson (Brock Peters) de violarla. Tras ese éxito cinematográfico, interpretó dos papeles muy memorables para la televisión en 1964: el episodio "Number 12 Looks Just Like You" de The Twilight Zone y el episodio "The Jar" de The Alfred Hitchcock Hour, basado en el relato corto de Ray Bradbury.
Apareció como Bess Frye en un episodio de 1972 de Gunsmoke titulado "Jubilee". En 1974, coprotagonizó junto a Peter Falk y Robert Conrad el episodio de Columbo "An Exercise in Fatality" en el papel de Ruth Stafford. Siguió en activo, actuando tanto en televisión como en cine. Su último papel fue el de Mrs. Kline en la película A Touch of Fate, estrenada en 2003, seis años antes de su muerte.

## Activismo de derechos civiles
Recordó haber recibido "miradas hostiles" cuando se presentó en una conferencia de la NAACP en Monterrey, California, porque en la película To Kill a Mockingbird interpretaba a una mujer blanca que acusaba falsamente a Tom Robinson, un hombre negro, de violarla. Un funcionario tuvo que recordar a los participantes: "Collin está aquí en esta conferencia porque cree en la causa. Ella no es el personaje de la película."

## Muerte
El 14 de octubre de 2009, Wilcox falleció a causa de un cáncer cerebral, a los 74 años, en su casa de Highlands, Carolina del Norte. Fue incinerada y sus cenizas fueron devueltas a su familia.

## Filmografía
| - Twice Upon a Time (1953) - Ian - To Kill a Mockingbird (1962) - Mayella Violet Ewell - The Name of the Game Is Kill! (1968) - Diz Terry - The Sound of Anger (1968, Telefilme) - Ann Kochek - Catch-22 (1970) - enfermera Cramer - The Revolutionary (1970) - Ann - The Baby Maker (1970) - Suzanne - Jump (1971) - April Mae - The Man Who Could Talk to Kids (1973, Telefilme) - Honor Lassiter - The Autobiography of Miss Jane Pittman (1974, Telefilme) - Mistress Bryant - A Cry in the Wilderness (1974, Telefilme) - Bess Millard - The Lives of Jenny Dolan (1975, Telefilme) - Mrs. Owens | - September 30, 1955 (1977) - madre de Jimmy J. - Jaws 2 (1978) - Dr. Elkins - Under This Sky (1979, TV Movie) - Susan B. Anthony - Marie (1985) - Virginia - Foxfire (1987, Telefilme) - Madge Burton - Wildflower (1991, TV Movie) - Bessie Morgan - The Portrait (1993, TV Movie) - Canciller - Fluke (1995) - Bella - The Journey of August King (1996) - Mina - Twisted Desire (1996, Telefilme) - Rose Stanton - Midnight in the Garden of Good and Evil (1997) - Mujer en la fiesta - A Touch of Fate (2003) - Mrs. Kline (último papel cinematográfico) |

## Apariciones en televisión seleccionadas
- The Untouchables
  - (Temporada 3 Episodio 17: "Takeover") (3 de marzo de 1962) como Ann Gratzner
  - (Temporada 3 Episodio 26: "Pressure") (1962) como Francie Pavanos
- Route 66 (enero de 1964) (Temporada 4 Episodio 14: "Is it True There Are Poxies at the Bottom of Landfair Lake?") como Diana
- The Twilight Zone (1964) (Temporada 5 Episodio 17: "Number 12 Looks Just Like You") como Marilyn Cuberle
- Alfred Hitchcock Presents (1959) (Temporada 5 Episodio 4: "Coyote Moon") como Julie (episodio estrenado originalmente el 18 de octubre)
- The Alfred Hitchcock Hour (1964-1965)
  - (Temporada 2 Episodio 17: "The Jar") (episodio estrenado originalmente el 14 de febrero de 1964) como Thedy Sue Hill
  - (Temporada 3 Episodio 26: "The Monkey's Paw: A Retelling") (episodio estrenado originalmente el 19 de abril de 1965) como Selina
- Perry Mason (1964) (Temporada 8 Episodio 1: "The Case of the Missing Button")
- The Fugitive (1965-1966)
  - (Temporada 3 Episodio 13: "The Good Guys and the Bad Guys") (14 de diciembre de 1965) como Laura McElvey
  - (Temporada 4 Episodio 9: "Approach with Care") (15 de noviembre de 1966) como Mary Turner
- The F.B.I. (1966-1967)
  - (Temporada 1 Episodio 22: "The Baby Sitter") (1966) como Stella
  - (Temporada 2 Episodio 16: "Passage into Fear") (8 de enero de 1967) como Hanna
- The Virginian (6 de diciembre de 1967) (Temporada 6 Episodio 12: "The Barren Ground") como Sarah Keogh
- Death Valley Days (1 de octubre de 1968) (Temporada 17 Episodio 4: "The Sage Hen") como Sage Madison
- The Immortal (22 de octubre de 1970) (Temporada 1 Episodio 5: "The Rainbow Butcher") como Clarice Evans
- Medical Center (27 de octubre de 1971) (Temporada 3 Episodio 7: "The Shattered Man") como Claudia Welsley
- The Waltons (26 de octubre de 1972) (Temporada 1, Episodio 7: "The Sinner") como Reverend Ethel Prissom
- The Streets of San Francisco (20 de septiembre de 1973) (Temporada 2 Episodio 2: "Betrayed") como Katherine 'Kate' Evans
- Columbo (15 de septiembre de 1974) (Temporada 4 Episodio 1: "An Exercise in Fatality") como Ruth Stafford
- Little House on the Prairie (31 de octubre de 1977) (Temporada 4 Episodio 7: "To Run and Hide") como Beth Novak